# Haderslev Herred

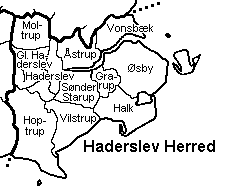
Haderslev Herred

Haderslev Herred (Duits: Hadersleben Harde) was een herred in het voormalige Haderslev Amt in Denemarken. Oorspronkelijk was het een herred in het hertogdom Sleeswijk. In 1864 werd het deel van de Pruisische provincie Sleeswijk-Holstein. Na het referendum van 1920 werd het definitief Deens. In 1970 werd het gebied deel van de nieuwe provincie Zuid-Jutland.

## Parochies
De herred was verdeeld in 11 parochies. Alle parochies zijn deel van het bisdom Haderslev.
- Gammel Haderslev
- Grarup
- Haderslev Vor Frue Domsogn
- Halk
- Hoptrup
- Moltrup
- Sønder Starup
- Vilstrup
- Vonsbæk
- Øsby
- Åstrup